# TC Elima
TC Elima is een voetbalclub uit Congo-Kinshasa uit de stad Matadi. Ze komen uit in het Linafoot, de hoogste voetbaldivisie van het land. TC Elima speelt zijn thuiswedstrijden in het Stade Lubumba, een stadion dat plaats biedt aan 3.000 toeschouwers.